# Беково (Тюменская область)
Беково — село в Сладковском районе Тюменской области России. Входит в состав Степновского сельского поселения.

## История
До 1917 года входило в состав Сладковской волости Ишимского уезда Тюменской губернии. По данным на 1926 год состояло из 206 хозяйств. В административном отношении являлось центром Бековского сельсовета Сладковского района Ишимского округа Уральской области.

## Население
| 2010 |
| ---- |
| 73   |

По данным переписи 1926 года в селе проживало 987 человек (485 мужчин и 502 женщины), в том числе: русские составляли 98 % населения, татары — 2 %.
Согласно результатам переписи 2002 года, в национальной структуре населения русские составляли 95 % из 94 чел.